# از وقتی تو رفتی
از وقتی تو رفتی (انگلیسی: Since You Went Away) فیلمی در ژانر درام به کارگردانی جان کرامول است که در سال ۱۹۴۴ منتشر شد.
این فیلم برنده جایزه اسکار بهترین موسیقی فیلم توسط ماکس اشتاینر در سال ۱۹۴۴ شده است.

## بازیگران
- کلودت کولبرت
- جنیفر جونز
- شرلی تمپل
- جوزف کاتن
- مونتی وولی
- لیونل باریمور
- رابرت واکر
- هتی مک‌دانل
- اگنس مورهد
- گای مدیسون
- کینن وین
- کریگ استیونز
- آلبرت باسرمن
- آیلین پرینگل
- دورتی آدامز
- دوروتی دندریج
- فلورنس بیتس
- اروینگ بیکن
- جان درک
- لوید کوریگان
- روندا فلمینگ
- تری مور
- آلا نازیمووا
- دودلز ویوِر
- بایرون فولگر
- والیس کلارک